# متنزه تشيري بلاين الحكومي
متنزه تشيري بلاين الحكومي، بمساحة 175 أكر (0.71 كـم2) متنزه حكومي الواقع في مقاطعة رينسيلير، نيويورك في الولايات المتحدة.يقع المتنزه في تشيري بلاين ‏ في الجزء الجنوبي الغربي من مدينة برلين ‏، بالقرب من حدود ماساتشوستس. يُوفر أيضًا فرص ترفيهية في الهواء الطلق داخل منطقة إدارة الحياة البرية في منطقة العاصمة، توجد منطقة محمية بمساحة تقدر بـ 4,153 أكر (16.81 كـم2) تحيط بالمنتزه تقريبًا.

## وصف المتنزه
يوفر متنزه تشيري بلاين الحكومي شاطئًا، وطاولات نزهة مع أجنحة، وملعبًا، وبرامج ترفيهية، ومسارًا طبيعيًا، والمشي لمسافات طويلة وركوب الدراجات، والتزلج الريفي على الثلج، وصيد الأسماك (باس، وثور [الإنجليزية]، وبيكريل)، وصيد الأسماك على الجليد، وإطلاق قوارب وأيضًا لقارب للإيجار. يتوفر ثلاثون موقعًا للتخييم في المنتزه، بما في ذلك عشرة مواقع للمقطورات وعشرة مواقع للخيام بالقرب من بركة النهر الأسود وعشرة مواقع لا يمكن الوصول إليها إلا عن طريق المشي لمسافات طويلة.
متنزه تشيري بلاين الحكومي محاط بالكامل تقريبًا بـ 4,153 أكر (16.81 كـم2) منطقة إدارة الحياة البرية في منطقة العاصمة، والتي تديرها إدارة المحافظه على البيئة بولاية نيويورك ‏. يوفر ام دبليو أي المحسن بشكل بسيط فرصًا للمشي لمسافات طويلة والتزلج الريفي على الثلج على9 ميل (14 كـم) من مسارات المشي لمسافات طويلة 7 ميل (11 كـم) من ممرات الشاحنات، بالإضافة إلى مساحة لركوب الخيل والصيد والقبض على الفرائس. بالإضافة إلى الحياة البرية النموذجية للمناطق المشجرة، مثل الغزلان ذات الذيل الأبيض، والقندس، والديك الرومي البري، تستضيف منطقة إدارة الحياة البرية في منطقة العاصمة أيضًا حيوان الموظ، الذي وصل مؤخرًا إلى المنطقة من الدول المجاورة.

## روابط خارجية
- متنزهات ولاية نيويورك: متنزه تشيري بلاين الحكومي
- خريطة درب لمتنزه تشيري بلاين الحكومي ومنطقة إدارة الحياة البرية في منطقة العاصمة